# Kvílení a jiné básně
Kvílení a jiné básně (anglicky Howl and Other Poems) je básnická sbírka vydaná 1. listopadu roku 1956 americkým básníkem Allenem Ginsbergem. Kromě stěžejní básně Kvílení (Howl), jež se stala Ginsbergovou nejznámější básní a je považována za jedno ze základních děl, jakýsi manifest hnutí beat generation, obsahuje též básně Supermarket v Kalifornii (Supermarket in California), Přepis varhanní hudby (Transcription of Organ Music), Slunečnicová sutra (Sunflower Sutra), Amerika (America), V úschovně zavazadel u Greyhoundu (In the Baggage Room at Greyhound) a některé z autorových dřívějších prací. Beat generation bylo umělecké a literární hnutí v USA vznikající v 50. letech 20. století, které se zaměřovalo na otevřenost projevu a kontakt autora a čtenáře. Literatura beatníků byla obohacena o vulgarismy či o prvky z orientálních náboženství (např. zen-buddhismu).

## Historie
Za vydání sbírky byl nakladatel, známý básník Lawrence Ferlinghetti, uvězněn a obviněn z obscénnosti. Dne 3. října 1957 rozhodl soudce Clayton W. Horn, že je Ferlinghetti nevinný. Jeho nakladatelství City Lights Books vydalo vzápětí dalších 5 000 výtisků sbírky, aby uspokojilo poptávku, jež vzrostla následkem soudního přelíčení.
Báseň Kvílení autor poprvé zarecitoval na akci Six Gallery v San Francisku 7. října 1955. Na této události kromě Ginsberga předneslo své básně i dalších 5 autorů, což vedlo k ohromnému vzestupu a později k „nástupu“ beatníků. Báseň se zaměřuje na tehdejší generaci. Je zde popsáno to, jak Ginsberg tuto generaci viděl, a často v básni kritizuje tehdejší společnost i s užitím sprostých výrazů.
Kvílení a Supermarket v Kalifornii se jako nejznámější beatnické básně dočkaly řady dalších vydání včetně uvedení v Nortonově antologii americké literatury (Norton Anthology of American Literature).
Česky báseň vyšla v 60. letech v překladu Jana Zábrany.

## Popis básně
Titulní básní sbírky je rozsáhlá poéma Kvílení. Je to monumentální trojdílná litanická deklamace psaná nerýmovaným volným veršem věnovaná americkému spisovateli Carlu Solomonovi. Její první část tvoří na sebe vršené vidiny lidí, zpravidla autorových vrstevníků, v zoufalých, mezních či groteskně vyhrocených situacích („Viděl jsem nejlepší hlavy své generace / zničené šílenstvím…“), nechybí zmínky ani o jejich sexuálních, drogových, halucinačních či náboženských projevech. Druhá část je obžalobou fiktivního Molocha, tj. odlidštěné průmyslové a byrokratické mašinerie, které je ono duševní zničení mladé generace dáváno za vinu; ve třetí části se autor ztotožňuje s Carlem Solomonem, drženým v psychiatrické léčebně v Rocklandu. Autorská řeč v sobě spojuje obscénnost i rétorický patos, báseň má výrazný mluvní spád s verši strukturovanými tak, aby je bylo možno vyslovit na délku jednoho nádechu.